# Đại Châu Huệ Hải
Đại Châu Huệ Hải (zh. 大珠慧海, ja. daishū ekai), thế kỷ 8/9, là một Thiền sư Trung Quốc, môn đệ đắc pháp của Mã Tổ Đạo Nhất. Sư có để lại hai bộ sách quý là Đại Châu ngữ lục và Đốn ngộ nhập đạo yếu môn luận.